# وینسنت ایریزاری
وینسنت ایریزاری (انگلیسی: Vincent Irizarry؛ زادهٔ ۱۲ نوامبر ۱۹۵۹) یک هنرپیشه اهل ایالات متحده آمریکا است. وی از سال ۱۹۸۵ میلادی تاکنون مشغول فعالیت بوده‌است.
از فیلم‌ها یا برنامه‌های تلویزیونی که وی در آن نقش داشته است می‌توان به مرز دل‌شکستگی اشاره کرد.